# 카브라스
카브라스(Cabras, 사르데냐어: Crabas)는 사르데냐 이탈리아 지방의 오리스타노도에 있는 코무네(자치단체)로, 칼리아리에서 북서쪽으로 약 90 킬로미터 (56 mi) 떨어져 있으며 오리스타노에서 북서쪽으로 약 6 킬로미터 (4 mi) 떨어져 있다.
카브라스는 누라키, 오리스타노, 리올라 사르도와 접한다. 이곳에는 몇몇 교회가 있는데, 바로크 건축 양식의 본당 교회와 1601년에 건축되었고 고딕 건축 양식의 복도가 두 개 있는 성령 교회가 있다. 또한 페니키아 고고학 유적지인 타로스가 있다.
시의 영역에는 시니스반도와 오리스타노만에 여러 해변이 포함된다.

## 역사
카브라스는 11세기에 북아프리카 해적들의 침략으로 인해 타로스 마을이 버려지면서 나타났다. 주민들은 처음에는 성 근처에 정착했으며, 그 흔적은 본당 교회 근처에서 약간 찾아볼 수 있다.
아르보레아 주디카토 통치 하에, 주디체(공작)의 법정이 성에서 열렸기 때문에 어느 정도 중요성을 가졌다. 주디카토가 멸망한 후, 여러 봉건 영주들의 지배를 받았다. 19세기에 오리스타노도에 편입되었고, 1859년 칼리아리도에 합병되었다. 카브라스는 1974년에 오리스타노로 돌아왔다.